# Vận tải đường sắt ở Đài Loan
Vận tải đường sắt ở Đài Loan là mạng lưới đường sắt dài 1691,8 km (tính đến năm 2015). Mặc dù không còn chiếm ưu thế như trước, vận tải đường sắt vẫn rất quan trọng đối với vận chuyển ở Đài Loan do mật độ dân số gia tăng, đặc biệt dọc theo hành lang đông dân cư. Vào năm 2016, hơn 1,09 tỉ hành khách du lịch bằng đường sắt ở Đài Loan, trung bình 2,99 triệu hành khách mỗi ngày.
Đường sắt Đài Loan bao gồm đường sắt thông thường, hệ thống tàu điện ngầm, và đường sắt cao tốc, cũng như một số đường sắt đặc biệt dành cho du lịch và công nghiệp. Cục Đường sắt Đài Loan là một thành viên liên kết và Đường sắt cao tốc Đài Loan là một là một thành viên thường trực của Liên minh đường sắt quốc tế (UIC), mặc dù Đài Loan không có thành viên của chính phủ.
Vận tải đường sắt được ra đời tại Đài Loan vào năm 1891 trong suốt thời kỳ Nhà Thanh. Đường sắt xe đẩy được mang đến Đài Loan trong suốt thời Nhật thuộc và là dịch vụ chung từ năm 1895 đến cuối năm 1940.
Tất cả dịch vụ đường sắt đều năm tại đảo Đài Loan. Ngoài vùng đảo bao gồm Bành Hồ, Kim Môn, và Quần đảo Mã Tổ đều không có đường sắt.

## Đường sắt liên tỉnh
Đây là hai hệ thống đường sắt cung cấp dịch vụ vận chuyển liên tỉnh ở Đài Loan:
| Name         | Đường sắt Đài Loan      | Đường sắt cao tốc Đài Loan                     |
| Logo         |                         | Tập tin:Taiwan High Speed Rail (Logo Only).svg |
| Tiếng Trung  | 臺灣鐵路                | 台灣高速鐵路                                   |
| Tiếng Đài    | Tâi-oân Thih-lō͘         | Tâi-ôan Ko-sok Thih-lō͘                         |
| Hakka        | Thòi-vân Thiet-lu       | Thòi-vàn Kaû-suk Thiet-lu                      |
| Loại dịch vụ | Liên tỉnh, thông thường | Liên tỉnh, cao tốc                             |
| Ngày mở cửa  | 20/10/1891              | 05/01/2007                                     |
| Khổ          | 1.067 mm (3 ft 6 in)    | 1.435 mm (4 ft 8+1⁄2 in)                       |
| Tuyến        | 13                      | 1                                              |
| Ga           | 228                     | 12                                             |
| Độ dài       | 1.065 km (662 mi)       | 349,5 km (217 mi)                              |

Đường sắt Đài Loan được quản lý bởi cơ quan chính phủ Cục Đường sắt Đài Loan. TRA quản lý cả hai dịch vụ hành khách và dịch vụ hàng hóa. Tuyến chính là một vòng tròn chạy quanh đảo nối hầu hết các thành phố chính của quốc gia, cùng với các nhánh nhỏ tại các địa điểm khác nhau. TRA quản lý tàu liên tỉnh xuyên suốt Đài Loan, và dịch vụ thông thường tại các thành phố chính. Đường sắt cao tốc Đài Loan được điều hành bởi một công ty tư nhân nhượng quyền có tên Công ty đường sắt cao tốc Đài Loan, nó bao gồm dịch vụ hành khách giữa Nam Cảng, Đài Bắc và Tả Doanh, Cao Hùng với tuyến chạy xuyên suốt phía Tây Đài Loan.
|  |  |  |  |

## Vận chuyển đô thị
Hệ thống đường sắt vận chuyển trong khu vực đô thị được quản lý bởi chính phủ địa phương. Hiện tại có 4 nhà quản lý và một hệ thống đang được xây dựng.
| Tên                  | Tàu điện ngầm Đài Bắc                 | Tàu điện ngầm Cao Hùng                                   | Tàu điện ngầm Đào Viên                | Tàu điện ngầm Tân Bắc                                  | Tàu điện ngầm Đài Trung          |
| Logo                 |                                       | Tập tin:Kaohsiung Mass Rapid Transit Logo(Logo Only).svg |                                       |                                                        |                                  |
| Tiếng Trung          | 臺北捷運                              | 高雄捷運                                                 | 桃園捷運                              | 新北捷運                                               | 臺中捷運                         |
| Tiếng Đài            | Tâi-pak Chia̍t-ūn                      | Ko-hiông Chia̍t-ūn                                        | Thô-hn̂g Chia̍t-ūn                      | Sin-pak Chia̍t-ūn                                       | Tâi-tiong Chia̍t-ūn               |
| Hakka                | Thòi-pet Chia̍p-yun                    | Kô-hiùng Chhia̍p-yun                                      | Thò-yèn Chhia̍p-yun                    | Sîn-pet Chhia̍p-yun                                     | Thòi-chûng Chhia̍p-yun            |
| Khu vực phục vụ      | Đài Bắc, Tân Bắc                      | Cao Hùng                                                 | Đào Viên, Đài Bắc, Tân Bắc            | Tân Bắc                                                | Đài Trung                        |
| Ngày mở cửa          | 28 tháng 3 năm 1996                   | 9 tháng 3 năm 2008                                       | 2 tháng 3 năm 2017                    | 24 tháng 12 năm 2018                                   | 2020                             |
| Số tuyến             | 5 tàu điện ngầm (2 tàu điện ngầm u/c) | 2 tàu điện ngầm, 1 đường sắt nhẹ                         | 1 tàu điện ngầm (1 tàu điện ngầm u/c) | 1 đường sắt nhẹ (1 đường sắt nhẹ, 1 tàu điện ngầm u/c) | 1 tàu điện ngầm u/c              |
| Số ga                | 117                                   | 52                                                       | 21                                    | 14 (Đường sắt nhẹ Danhai)                              | 18 (Tuyến xanh lá)               |
| Độ dài               | 131,2 km (82 mi)                      | 51,4 km (32 mi)                                          | 51,03 km (32 mi)                      | 13,99 km (9 mi) (Đường sắt nhẹ Danhai)                 | 16,71 km (10 mi) (Tuyến xanh lá) |
| Số hành hách mỗi năm | 746.067 triệu (2017)                  | 64.321 triệu (2017)                                      | 17.346 triệu (2017)                   | —                                                      | —                                |

|  |  |

## Liên kết
- Đường sắt Đài Loan Lưu trữ ngày 1 tháng 9 năm 2010 tại Wayback Machine